# Anette Berentzen
Anette Berentzen (født 1963) er generalsekretær i Den Danske Burma Komité I årene 1990-92 var hun forbundsformand for Danmarks Socialdemokratiske Ungdom (DSU). Den såkaldte tipsmiddelsag var medvirkende årsag til at hun ikke søgte genvalg i 1992. Senere blev hun konsulent i LO's Solidaritetsenhed (tidligere AIF). 